# Inflatobolivinella
Inflatobolivinella, en ocasiones erróneamente denominado Inflatibolivinella, es un género de foraminífero bentónico de la familia Bolivinellidae, de la superfamilia Loxostomatoidea, del suborden Buliminina y del orden Buliminida. Su especie tipo es Bolivinella taylori. Su rango cronoestratigráfico abarca desde el Eoceno superior hasta el Plioceno superior.

## Discusión
Clasificaciones previas incluían Inflatobolivinella en el suborden Rotaliina del orden Rotaliida. Clasificaciones más modernas lo incluyen en la superfamilia Cassidulinoidea.

## Clasificación
Inflatobolivinella incluye a las siguientes especies:
- Inflatobolivinella alata †
- Inflatobolivinella laevigata †
- Inflatobolivinella leizhouensis †
- Inflatobolivinella lilliei †
- Inflatobolivinella miocenica †
- Inflatobolivinella procera †
- Inflatobolivinella robusta †
- Inflatobolivinella subrugosa †
  - Inflatobolivinella subrugosa zealandica †
- Inflatobolivinella tasmani †
- Inflatobolivinella virgata †